# 弗雷特瓦勒戰役
弗雷特瓦勒戰役（法語：Bataille de Fréteval）發生於1194年7月3日，是1193年到1199年4月英王理查一世與法王腓力二世一系列衝突期間爆發於法國中部的戰役。金雀花家族的部隊伏擊並擊敗法王的部隊，腓力成功逃脫但損失其攜帶的機密檔案。腓力在戰鬥後決定不再隨身攜帶檔案，而是將其保存於巴黎，並建立了法國國家檔案館的前身「憲章庫房」。

## 背景

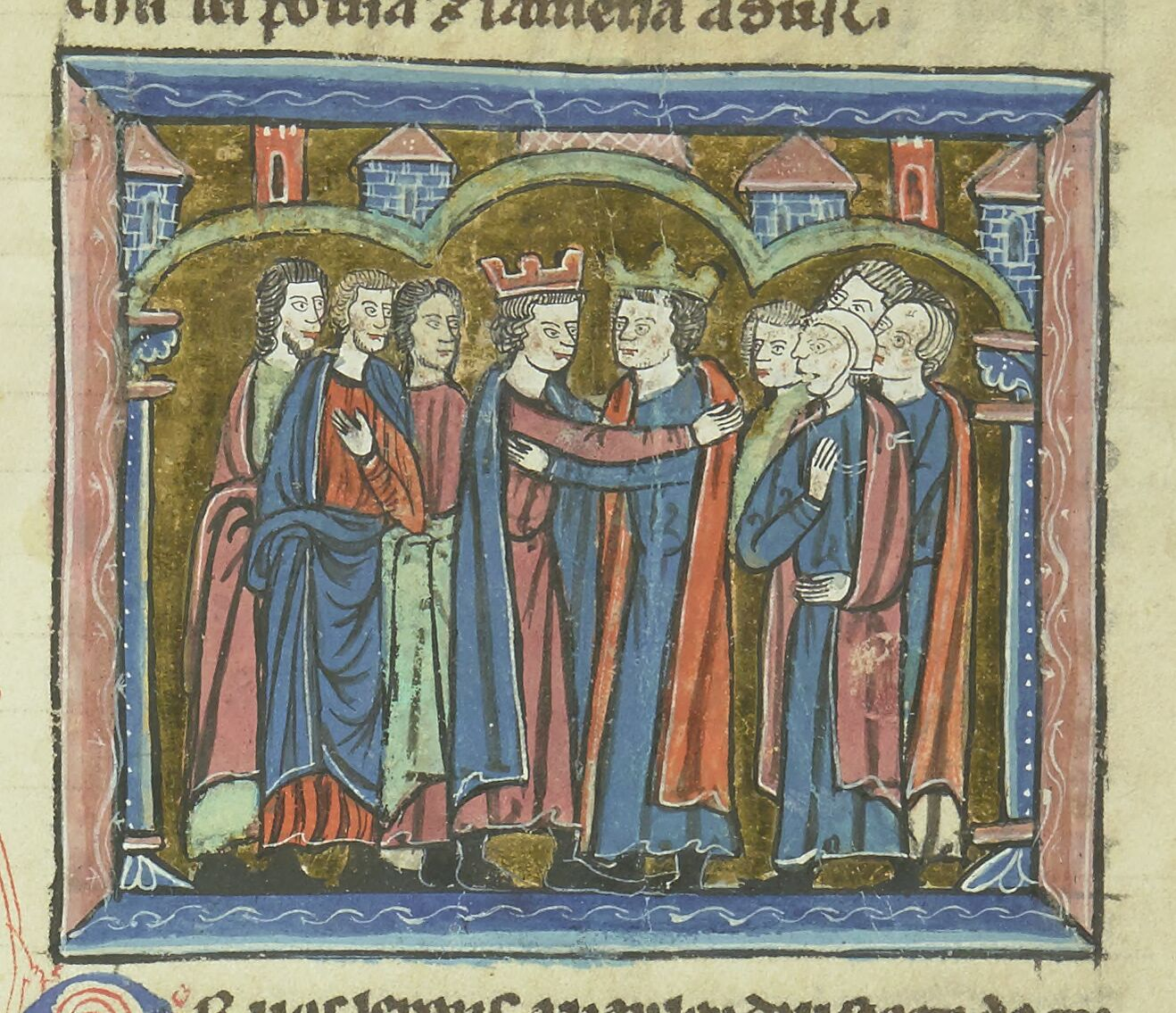
獅心王理查與腓力·奧古斯都

第三次十字军东征結束後，英格蘭國王理查一世返程中在1192年12月被奧地利公爵利奧波德五世俘虜。雙方對人質釋放協議持續長達一年多的談判，直到理查的母親阿基坦的埃莉诺於1194年2月支付大量的贖金後，他才被釋放。理查的弟弟约翰在理查受囚期間，與法蘭西國王腓力二世結盟，雙方皆想讓理查繼續被囚禁。之後，約翰將理查的阿基坦公國中大量領土交給腓力，包括許多城堡與塞纳河以東的公國領土，其中包含重要的海峡港口迪耶普與勒特雷波尔周圍的土地。然而當理查回到諾曼第後，約翰轉投其營，放棄與腓力的結盟。理查在得知腓力前段時間的行動後，於1194年5月29日逼近腓力正在圍攻的韦尔讷。腓力只能倉促撤退，放棄攻城器械與其他軍需用品，使自身在弗雷特瓦勒戰役前就已陷入劣勢。

## 弗雷特瓦勒森林會戰
法王腓力的部隊在理查的部隊穿過卢瓦尔河谷時尾隨其後，試圖限制理查部隊的機動。然而理查突然發動進攻，迫使腓力部隊後撤，但他的馬也在追擊途中死亡。儘管當時的史家將這場戰鬥描述為會戰，但尚未不清楚雙方是否有交戰。英格蘭史家稱此戰為理查的「重要勝利」。但後世史家認為弗雷特瓦勒僅是戰爭中諸多小規模衝突中的一場，這場戰鬥被認爲「不值得被視為交戰」，可能僅是安茹軍的突襲戰。腓力似乎在理查接近時將輜重列車拋棄於樹林中，並在聖靈降臨節前夜逃到圣伊莱尔的教堂。 歷史學家约翰·吉林厄姆寫道：「腓力的突然撤退是壓垮他部隊的最後一根稻草，他們早已因補給被威脅而士氣低落。」 理查持續襲擊撤退中的法軍士兵，然後凱旋進入韋爾訥伊。 弗雷特瓦勒的交戰被視為是腓力的一次「小災難」，其政治意義可能大於軍事意義。
這一時期的君王如此反對進行激烈作戰的其中一個原因是，他們常伴隨著宮廷與國庫四處遷徙，其攜帶的物資太過珍貴，不可在戰場上丟失。 而且這段時期的君王常在行程中辦公，其攜帶的行李不只有家具等個人物品， 還包含必要的政府設備和稅收徵集工具。 在法王的行李中，有他的私人印章， 以及重要的檔案如：財政記錄、憲章、存款記錄與租收收據。 理查還捕獲一筆據稱「價值連城」的財富。 腓力的部隊倉促撤退過埃普特河，並在途中壓垮了渡河橋樑。 腓力也成為落水者中的一員，而理查對此樂見其成。  他陷入狂喜並影響了自身的判斷，導致他騎馬經過腓力藏身的教堂時卻未能發現他，讓腓力得以逃離。 據史家說法，理查可能僅差「幾分鐘」就能俘虜腓力。

## 後續
據稱理查因這些檔案得知所有腓力派遣至阿基坦公國的間諜與特工的姓名與詳細資訊， 以及叛逃至法軍的安茹帝国士兵名冊。 至少一位當代編年史家「深刻地」記載了法王的恥辱。 有說法腓力在戰後為了報復，掠奪其前盟友约翰的領地埃夫勒與該城的教堂。 法國王室編年史家毫不意外地試圖掩飾腓力在弗雷特瓦勒的潰敗，僅用一句話就概括了整起事件。 這種做法十分正常，像弗雷特瓦勒這樣的小規模衝突經常僅出現在勝利方的記載中。
即使理查再也沒有回到英格兰，他仍將繳獲的機密檔案送存放於伦敦塔。 腓力在這場戰鬥後成為第一位不隨身攜帶國家檔案的法國國王， 他在巴黎建立了「憲章庫房」（Trésor des Chartes），將檔案放置於新的辦公室做永久保存。 此舉被描述為「君主制政府維護檔案記錄的第一步」。